# Graptomyza palmeri
Graptomyza palmeri är en tvåvingeart som beskrevs av Greene 1949. Graptomyza palmeri ingår i släktet Graptomyza och familjen blomflugor. Inga underarter finns listade i Catalogue of Life.